# Saint-Germain-de-Salles
Saint-Germain-de-Salles – miejscowość i gmina we Francji, w regionie Owernia-Rodan-Alpy, w departamencie Allier.

## Demografia
Według danych na rok 1990 gminę zamieszkiwało 445 osób, a gęstość zaludnienia wynosiła 38 osób/km². W styczniu 2015 r. Saint-Germain-de-Salles zamieszkiwały 442 osoby, przy gęstości zaludnienia wynoszącej 37,7 osób/km².